# Kitanda (Namtumbo)
Kitanda ist ein Verwaltungsbezirk (Ward) des Distrikts Namtumbo in der tansanischen Region Ruvuma.

## Geografie
Kitanda liegt im Südwesten von Tansania etwa 80 Kilometer Luftlinie nördlich der Regionshauptstadt Songea. Der Bezirk grenzt im Norden an den Distrikt Malinyi in der Region Morogoro, im Osten an Mgombasi, im Süden an Mputa und im Westen an Gumbiro und Mkongotema. Bei der Volkszählung 2022 lebten 14.638 Menschen in 3148 Haushalten auf einer Fläche von 922 Quadratkilometern.

## Gliederung
Der Bezirk besteht aus drei Gemeinden (Mtaa) mit 14 Orten (Kitongoji):
| Kitanda - Kichangani - Nambunju - Misufini - Misheni - Mwembeni - Matewa | Naikesi - Naikesi - Mawanga - Ngongoma - Amani - Mageuzi | Mhangazi - Mbunga - Muungano - Mhangazi |

## Infrastruktur
- Bildung: Die Mkomanile Secondary School ist eine staatliche weiterführende Tagesschule mit einer Ausbildung bis zur 4. Stufe.[8]
- Gesundheit: In der Gemeinde Kitanda gibt es zwei Apotheken, eine staatliche[9] und eine von der römisch-katholischen Kirche geführte.[10] Eine zweite staatliche Apotheke liegt in Naikesi.[11]